# TUM AeroCarga
TUM AeroCarga (ранее известная как MCS Aerocarga) — мексиканская грузовая авиакомпания, работающая на регулярных маршрутах внутри страны. Принадлежит двум холдингам: MCS Holding Cargo Services и Grupo TUM.
Портом приписки перевозчика является международный аэропорт Толука имени Адольфо Лопеса Матеоса.

## История
Авиакомпания MCS Aerocarga была образована в 2015 году в качестве совместного предприятия двух логистических компаний MCS Holding Cargo Services и Grupo TUM. Обе компании занимались обработкой и доставкой грузовых отправлений, при этом MCS Holding Cargo Services ранее имела соглашения с авиакомпаниями Volaris carga, Lufthansa и другими. Отправки грузов через пассажирские компании приводили к частым задержкам заказов по причинам наличия сверхнормативного багажа на регулярных рейсах, либо вследствие отмены рейсов. Выходом из сложившейся ситуации стало создание собственного грузового перевозчика в партнёрстве с FedEx, который начал операционную деятельность в июле 2015 года на самолёте Bombardier CRJ-100.
В 2015 году MCS Aerocarga приобрела два Bombardier CRJ-100, а в 2017 году — ещё один лайнер Bombardier CRJ-200. В январе 2018 года компания сменила официальное название на TUM AeroCarga, и в июле того же года приобрела переоборудованный в грузовой вариант самолёт Boeing 737-300, ранее работавший в Air Costa Rica.
Первоначально базой MCS Aerocarga являлся международный аэропорт Мехико имени Бенито Хуареса, однако авиакомпания была вынуждена перенести свой транспортный узел в Толуку из-за перегруженности столичного аэропорта и связанных с этим частых задержек рейсов.

## Флот
В марте 2021 года авиакомпания TUM AeroCarga эксплуатировала следующие самолёты, средний возраст которых составлял 26,4 года:

## Маршрутная сеть
В апреле 2021 года маршрутная сеть регулярных перевозок TUM Aerocarga охватывала следующие пункты назначения: